# Паникаљиора (Пистоја)
Паникаљиора је насеље у Италији у округу Пистоја, региону Тоскана.
Према процени из 2011. у насељу је живело 121 становника. Насеље се налази на надморској висини од 766 м.